# Фарра-ди-Солиго

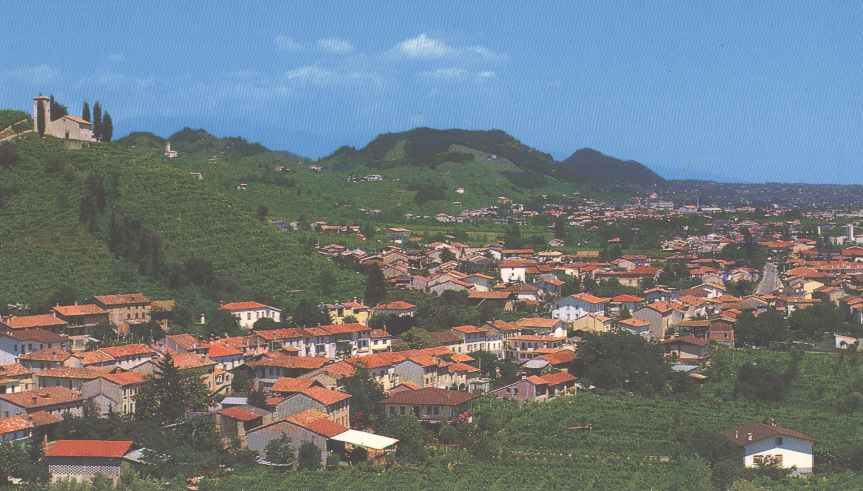

Фарра-ди-Солиго (итал. Farra di Soligo) — коммуна в Италии, располагается в провинции Тревизо области Венеция.
Население составляет 7877 человек, плотность населения составляет 281 чел./км². Занимает площадь 28 км².
Почтовый индекс — 31010. Телефонный код — 0438.
Покровителем коммуны почитается святой первомученик Стефан, празднование 26 декабря.
Соседние коммуны: Фоллина, Мьяне, Пьеве-ди-Солиго, Серналья-делла-Баталья, Морьяго-делла-Батталья, Вальдоббьадене, Видор.

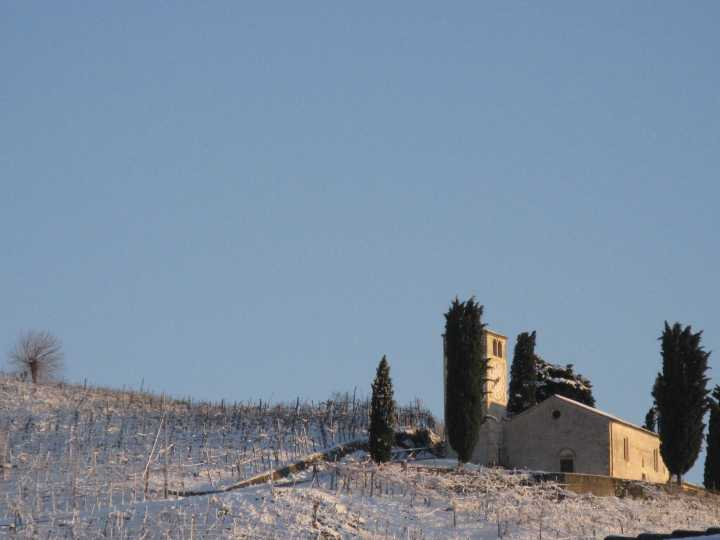
Храм святого Вигилия снаружи.
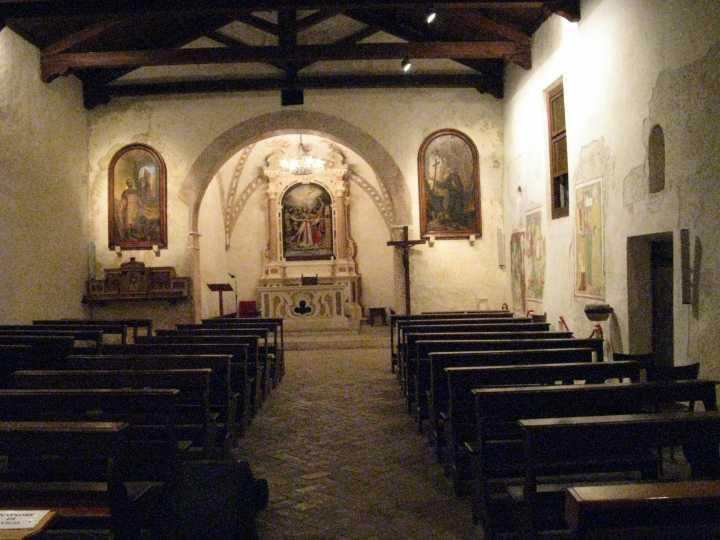
Храм святого Вигилия изнутри.